# Blue Fang Games
Blue Fang Games, spesso abbreviato in Blue Fang, è stata una società di sviluppo di videogiochi, nota soprattutto per la creazione della popolare serie Zoo Tycoon.
L'azienda fu fondata nel luglio 1998 da John Wheeler e Adam Levesque, ex dipendenti della Papyrus Design Group, in cui avevano collaborato come produttori e designer di NASCAR Racing e NASCAR Racing 2. Nel settembre 2011 ha chiuso i battenti al termine del contratto che la legava a Microsoft.

## Giochi
- Zoo Tycoon
- Zoo Tycoon 2
- World of Zoo
- Lion Pride
- Zoo Kingdom